# Sylvan Adams National Velodrome
Das Sylvan Adams Velodrome ist eine Multifunktions-Sporthalle mit Radrennbahn im israelischen Tel Aviv.
Das Velodrom ist als Trainingsstätte gedacht sowie als Austragungsort für Bahnradsportwettbewerbe in den olympischen Disziplinen. Die Bahn hat eine Kurvenüberhöhung von 45 Grad und ist gemäß den UCI-Standards 250 Meter lang; sie war zu diesem Zeitpunkt die erste UCI-zertifizierte Radrennbahn im Nahen Osten. Es wurden 900 Tonnen Stahl, 17.000 Verbindungsplatten und 100.000 Bolzen verbaut. Es gibt 620 Sitze. Im Inneren wurde Flächen für weitere Sportarten wie etwa Leichtathletik angelegt. Das Velodrom, in dem der israelische Radsportverband seinen Sitz hat, wurde im Mai 2018, kurz vor dem Start des Giro d’Italia in Jerusalem, eingeweiht, in Anwesenheit des deutschen Sprinters Robert Förstemann. Gegen Ende des Jahres 2019 soll es für die Öffentlichkeit zugänglich werden. Das Velodrom liegt in der Nähe des National Sport Center mit weiteren Stadien und Sportflächen sowie den Büros des israelischen NOC.
Die Stahlkonstruktion und die Gebäude wurden von dem einheimischen Architekturbüro Mazor-First geplant, die Radrennbahn selbst geplant und gebaut von dem deutschen Unternehmen Velotrack aus Osterholz-Scharmbeck.
Der Bau des Velodroms kostete 19 Millionen Dollar, die zur Hälfte von dem jüdisch-kanadischen radsportbegeisterten („cycling meshuga“) Milliardär Sylvan Adams übernommen wurden, weshalb es seinen Namen trägt. Er hatte schon den Start des Giro 2018 in Israel finanziert, die Gründung des Adams Institute for Sports Research an der Universität Tel Aviv unterstützt, und er sponsert das Team Israel Cycling Academy.
2022 wurden in diesem Velodrom die Junioren-Bahnweltmeisterschaften ausgetragen werden; der ursprüngliche Termin im Jahr 2021 wurde wegen der COVID-19-Pandemie um ein Jahr verschoben.

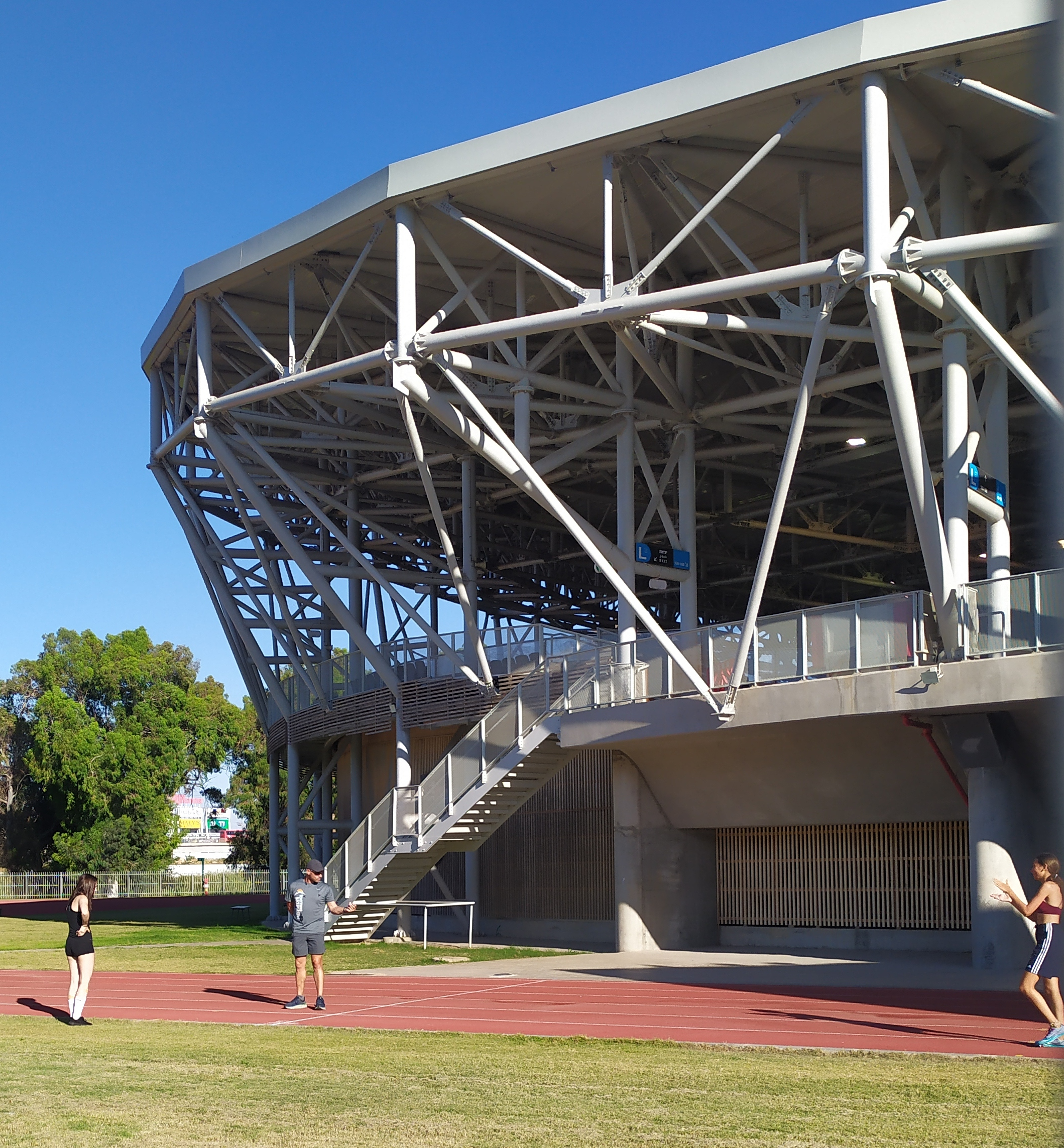
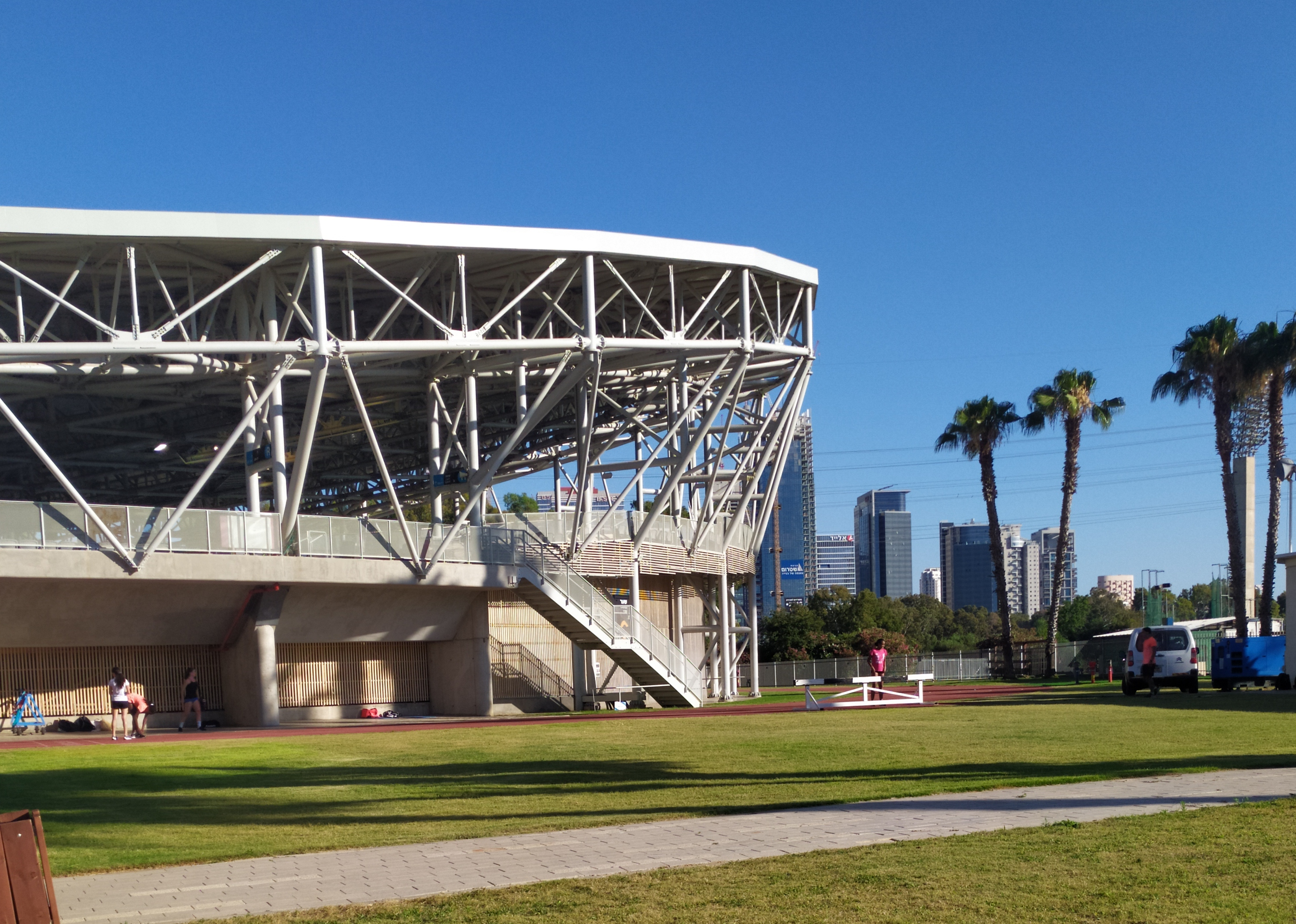
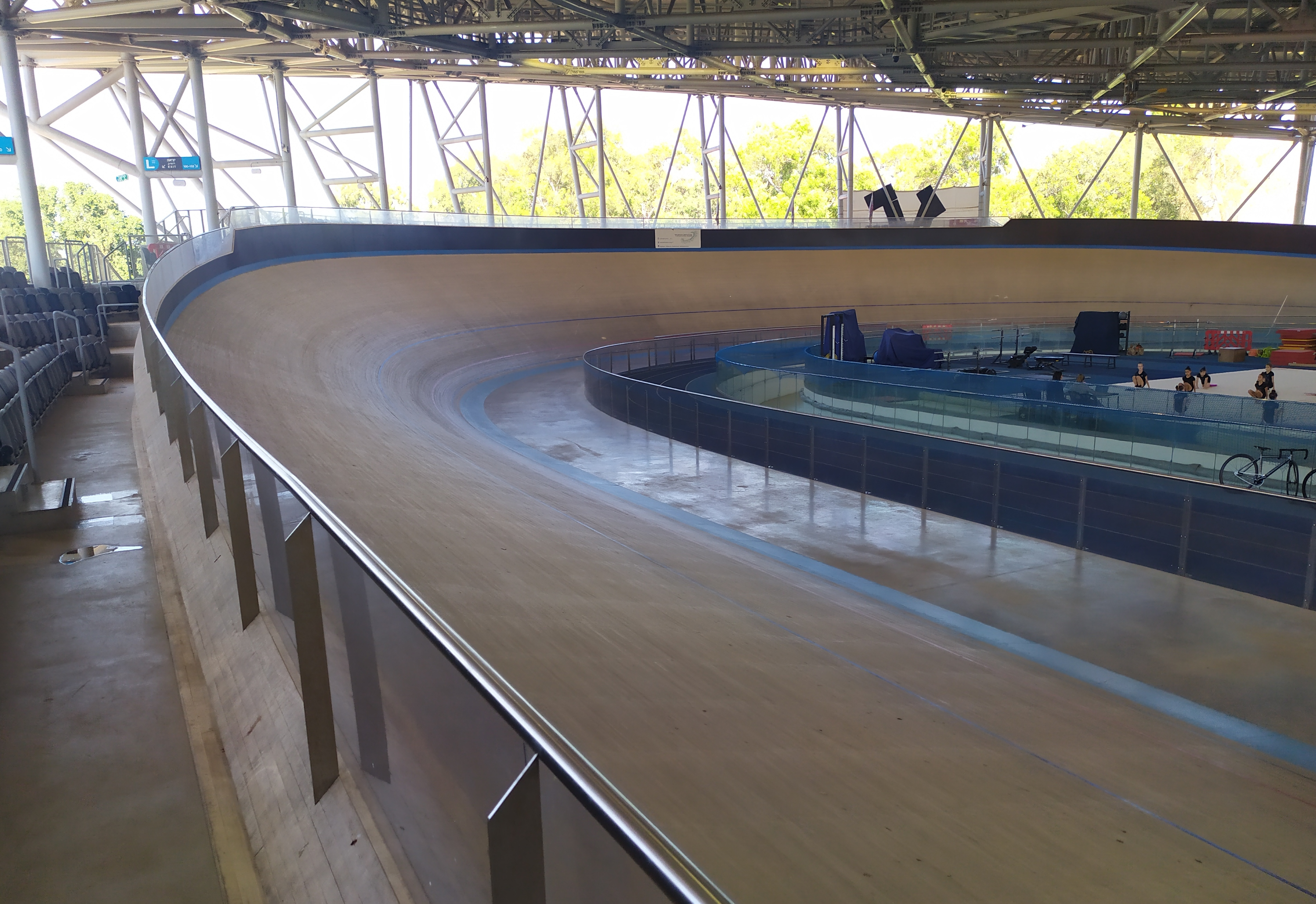
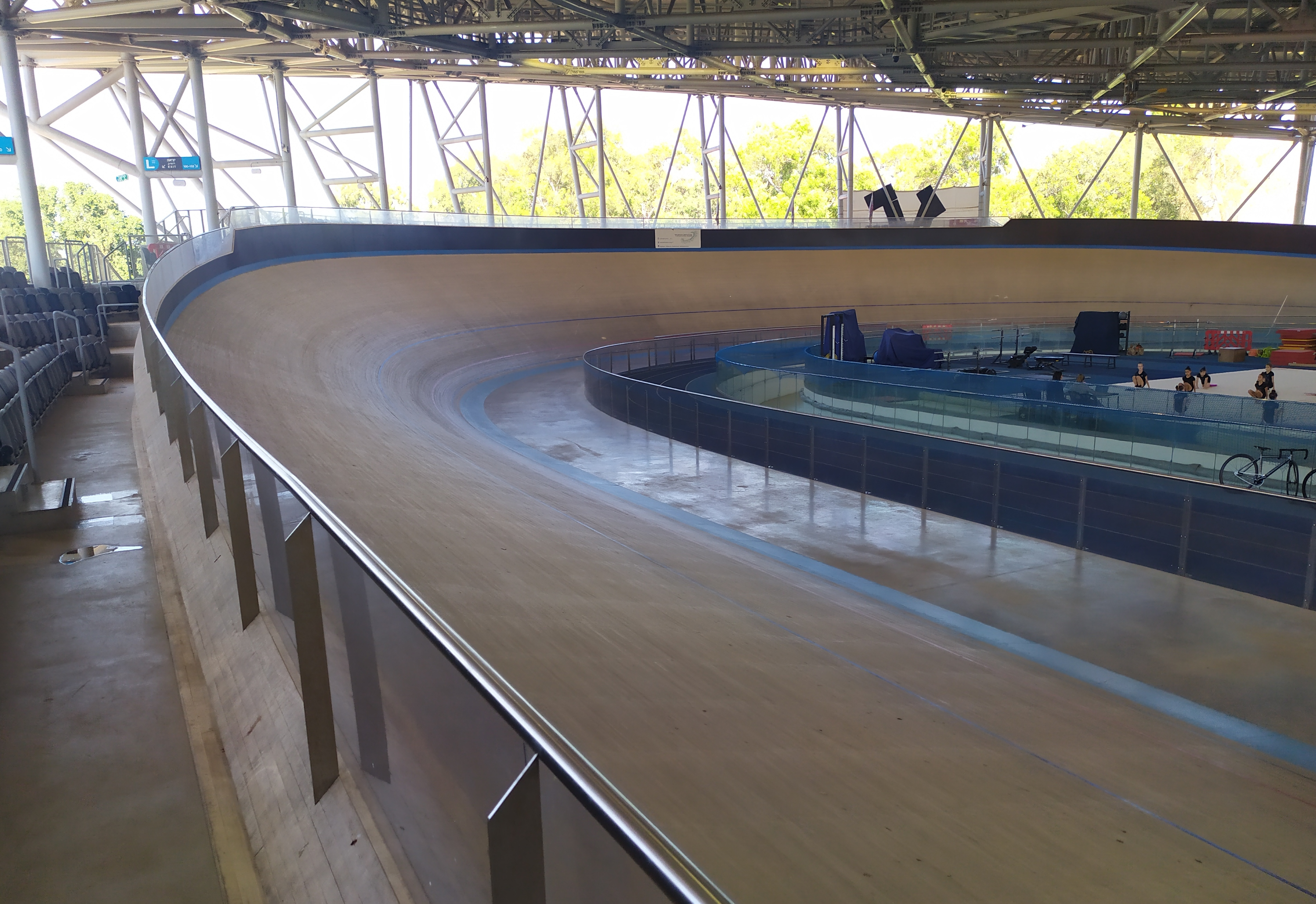